# Coop (magyar üzletlánc)
A Coop egy magyarországi élelmiszerlánc, 2080 üzlettel országszerte. Boltjaiban szinte kizárólag magyarországi gyártású termékeket lehet kapni, amiknek jelentős részét „Coop” márkanéven forgalmazzák.

## Története

### Általános Fogyasztási és Értékesítési Szövetkezet
A vállalat eredete az 1870-es évekre tekint vissza, amikor a magyar szövetkezetek atyjának tekintett Gróf Károlyi Sándor javaslatára, fogyasztási- és hitelszövetkezetek alakultak.
Gyors ütemben jöttek létre földműves-szövetkezetek (fmsz-ek), az „egy falu – egy szövetkezet” jelszó jegyében. 1948-ban a számuk elérte a 2439-et. A tagság döntően a szegény parasztság köréből került ki, és erejüket elsősorban saját termelő munkájuk segítésére koncentrálták. Nyílt árusítású üzlettel alig rendelkeztek. Áruforgalmuk a tagok termelési és háztartási szükségleteinek kielégítésére szorítkozott. Az fmsz-ek közvetlen mezőgazdasági tevékenysége megszűnt, áruelosztó szerepet töltöttek be. Állami utasításra boltegységeket vettek át a magánszférából, melyek főként vegyeskereskedésként működtek vidéki településeken. 1957-ben 12619 bolt és telep működött. 1962-ben a fmsz kiskereskedelmi hálózata már több mint 14500 egységgel bírt. 1968-ban a földműves szövetkezet elnevezést Általános Fogyasztási és Értékesítési Szövetkezetre (rövidítve: ÁFÉSZ) változtatták. E keretek között 567 ÁFÉSZ kezdte el működését. A névváltozás magával hozott egy szélesebb tevékenységi struktúrát és növekvő vállalkozási szabadságot. Az ország szinte valamennyi településén jelen voltak. A lakosság élelmiszerellátása mellett bekapcsolódtak a mezőgazdasági termékek felvásárlásába és értékesítésébe, az ipari termelésbe, és különféle szolgáltatásokat is nyújtottak. Elindult egy centralizációs folyamat, mely területi elv alapján kialakított központi elosztó rendszert jelentett. A verseny helyett a cél a minél kedvezőbb beszerzési pozíciók elérése volt. A fejlesztések eredményeképpen 1975-ben az összes kiskereskedelem városi forgalmából az Áfészek már 15%-kal részesedtek. Az évtized második felében a kereskedelmi mutatószámok tovább növekedtek. A megalakulásukat követő tizenötödik évben az árbevétel több, mint négyszeresére emelkedett. A forgalom üteme jelentősen meghaladta az állami kereskedelem növekedési arányát. A legnagyobb fejlődést a kiskereskedelemben és a vendéglátásban érték el. 1984 végén az ország 153 áruházából 94, 988 kiskereskedelmi egységből több mint 600 Áfész keretek között üzemelt. A hazai bolti kiskereskedelem forgalmából 33%-os, a vendéglátásból 36%-os volt a szövetkezeti szervezetek részesedése az országban. Megvalósult a szövetkezeti kereskedelempolitika kettős célkitűzése: színvonalas napi-cikk-ellátás valamennyi településen valamint a tartós javak, illetve a választékigényes iparcikkeknek városokba történő koncentrálása. Az összes árbevétel 1984-ben elérte a 162,5 milliárd Ft-ot 1985 és 1989 között folyamatosan bővült a napi cikkek kínálata. Egyre nagyobb szerepet kapott az igényesebb ruházati cikkek és vegyesipar-cikkek értékesítése a szövetkezeti kereskedelemben.

### Áfészektől a COOP rendszerig
Az 1989-es politikai rendszerváltás követő gazdasági átalakulás az addigra 260 szövetkezetből álló lánc működését jelentősen befolyásolta. A kereskedelem hirtelen liberalizációjának következményeként visszaesés mutatkozott a szövetkezetek forgalmában, így egyértelművé vált számukra, hogy a piaci pozícióik stabilitásához és a versenyképességük fenntartásához teljesen új alapokra kell helyezni a nagykereskedelmi „hátországot” és magát a kiskereskedelmi értékesítést. Az Áfészek Országos Tanácsa 1995-ben határozott a COOP Üzletlánc megalapításáról. 1997-re 203 egykori ÁFÉSZ 1325 üzlete csatlakozott a hálózathoz. Ez évben létrehozták Co-op Hungary Rt.-t, mely az ÁFÉSZ-ek gazdasági integrációs csúcsszerveként működött. Első elnöke Bartus Pál volt. Létrehoztak egy saját regionális beszerző és elosztó rendszert, a Pro-COOP hálózatot 5 nagy régiós központtal, feladatuk a beszerzési és az elosztási munka koordinálása. Az üzletlánc 2000-es évek elején svéd és norvég nemzetközi szövetkezeti partnerek mintáján, franchise alapon szerveződött újjá.
Mára a tisztán magyar tulajdonú COOP Gazdasági Csoport forgalmát megtízszerezve a hazai piac egyik legnagyobb franchise rendszerévé vált. A Csoport tagjait tekintve közel 700 kis- és középvállalkozást számlál, a foglalkoztatottak száma több mint 30 000 fő, mellyel a COOP Magyarország egyik legnagyobb kistelepülési foglalkoztatója. A 465 bolttal induló üzletláncnak ma már több mint 2500 márkázott üzlete van, emellett további kétezret lát el áruval. A COOP az ország apróbb községeiben is üzemeltet egységeket. (Számos helységben egyedüliként.) Naponta mintegy 1,5 millió vevő fordul meg a boltjaiban. A COOP elsődleges hitvallása a vásárlókkal kialakított kapcsolat magas szintű ápolása, amely a csoport csaknem 30 ezer munkavállalójának egyaránt fontos. Az általuk kínált termékek között jóval 80 százalék feletti a hazaiak aránya, így az üzletláncok tekintetében a COOP az egyik legtöbb hazai terméket forgalmazó kiskereskedelmi lánc.
A vállalat működése során számtalan díjat és elismerést kapott vállalati, illetve filantróp tevékenységéért.

## Coop Hitel
A CO-OP HITEL Zrt. – mint a COOP Gazdasági Csoport pénzügyi vállalkozása – 2009 májusában azzal a céllal jött létre, hogy a COOP Gazdasági Csoport vállalatainak, munkavállalóinak, beszállítóinak és vásárlóinak pénzügyi instrumentumokkal való teljes körű kiszolgálását valósítsa meg. Tevékenysége jelenleg kiterjed a faktoring, a személyi hitelezés és közvetett módon a csoporttagok fejlesztéseit támogató tartós bérlet üzletágakra. A COOP Hungary Zrt., a CO-OP HITEL Zrt. és a GRÁNIT Bank Zrt. 2012-ben stratégiai együttműködési megállapodást írt alá, amellyel a felek az egymás társaságai iránti bizalmat és az együttműködés iránti elkötelezettségét fejezték ki, azzal a céllal, hogy ügyfeleik részére komplex, színvonalas szolgáltatást tudjanak nyújtani.

## Társadalmi szerepvállalás
A vállalat támogatási rendszerében a helyi értékek megőrzése, a helyi közösségek ápolása, a fiatalok oktatása, a dolgozók továbbképzése mellett kiemelt szerep jut a magyar élsportnak is. 2005 óta minden év szeptemberében megszervezik a COOP Rally-t, 1996 óta a Magyar Olimpiai Csapat gyémánt fokozatú főtámogatója, kiemelt szponzora a hazai női kézilabda- és férfi vízilabda-válogatottnak.
Az üzletlánc a mai kor követelményeit figyelembe véve, boltjaiban olyan környezettudatos technológiai megoldásokat alkalmaz, amelyek jelentősen hozzájárulnak az energiafogyasztás minimalizálásához, valamint a környezet megóvásához.

### Oktatás
A ma a Coop Csoport részeként működő, 1954-ben alapított ÁFEOSZ Kecskeméti Kereskedelmi és Közgazdasági Szakközépiskolában jelenleg 600 tanulót oktatnak nappali tagozatos osztályokban, és mintegy 230 érettségizett fiatal szakképzésével is foglalkoznak.

## Üzlettípusok
- Coop Mini: Ezek a legkisebb alapterületű, alacsony kínálattal rendelkező üzletek. A különböző hűségpont-gyűjtős akciókból ezek az üzletek nem részesülnek. Általában az alapvető termékek (pl. tejtermékek) jellemzik.
- Coop ABC: A Mini-nél jóval nagyobb, viszonylag nagy alapterületű üzletek. A legtőbb ilyen üzlet már non-food termékeket is árusít.
- Coop Szuper: Az ABC-nél nagyobb kínálatú és alapterületű üzletek kapják ezt a nevet. Kínálatuk igen széles.
- Coop Szuper Plusz: A legnagyobb alapterületű és kínálatú üzletek. Az új termékek először ezekben a boltokban jelennek meg.